# Solfara San Giovannello
La solfara San Giovannello o miniera San Giovannello  è una miniera di zolfo sita in provincia di Agrigento nelle vicinanze di Casteltermini. La prima proprietà fu di Paolo Fanora; essa è stata una importante solfara del comprensorio minerario del centro Sicilia, oggi è abbandonata.

## Incidenti
Nel 1869 vi morirono 6 operai e vi fu 1 ferito per il crollo di una galleria.